# Walt Ader
 Walt Ader (15. prosince 1913 Long Valley, USA – 25. listopadu 1982 Califon, USA) byl americký pilot Formule 1.
V letech 1950 až 1960 byl závod 500 mil v Indianapolis součástí mistrovství světa Formule 1. Walt Ader začal svou kariéru automobilového závodníka v roce 1936 v závodech malých vozů. Jeho kariéra byla přerušena druhou světovou válkou. Od roku 1946 vstoupil Ader do nejvyšší kategorie a účastní se národního šampionátu AAA. Z celkem 24 startů dosáhl 4 vítězství, tři druhá místa a 9 míst třetích, v celkovém hodnocení byl šestý s 850 body. V roce 1947 jíž se svým vozem Adams Offenhauser absolvuje kompletní šampionát a vítězí v Lakewood Park. V roce 1948 se soustředil na kvalifikaci do závodu 500 mil v Indianapolis, k dispozici má dva vozy Wetteroth a Lencki, ale stejně jako předešlé roky se na start slavného závodu nekvalifikoval. Znechucen neúspěchem zanechává závodní činnosti a na závodní dráhu se vrací až v roce 1950. S vozem Rae se konečně dokázal probojovat až na start závodu 500 mil v Indianapolis a vyrazil do závodu z 29 pozice. Závod byl předčasně ukončen z důvodů prudkého deště a Walt Ader dojel na 22. místě 15 kol za vítězným Parsonem. Byl to jeho poslední závod v sérii AAA. Walt Ader umírá v roce 1982 v Califonu ve věku 68 let.

## Kompletní výsledky ve formuli 1
| Legenda k tabulce | Legenda k tabulce                                                                       |
| Barva             | Výsledek                                                                                |
| ----------------- | --------------------------------------------------------------------------------------- |
| Zlatá             | Vítěz                                                                                   |
| Stříbrná          | 2. místo                                                                                |
| Bronzová          | 3. místo                                                                                |
| Zelená            | Bodované umístění                                                                       |
| Modrá             | Nebodované umístění                                                                     |
| Modrá             | Dokončil neklasifikován (NC)                                                            |
| Fialová           | Odstoupil (Ret)                                                                         |
| Červená           | Nekvalifikoval se (DNQ)                                                                 |
| Červená           | Nepředkvalifikoval se (DNPQ)                                                            |
| Černá             | Diskvalifikován (DSQ)                                                                   |
| Bílá              | Nestartoval (DNS)                                                                       |
| Bílá              | Závod zrušen (C)                                                                        |
| Světle modrá      | Pouze trénoval (PO)                                                                     |
| Světle modrá      | Páteční testovací jezdec (TD)                                                           |
| Bez barvy         | Netrénoval (DNP)                                                                        |
| Bez barvy         | Vyřazen (EX)                                                                            |
| Bez barvy         | Nepřijel (DNA)                                                                          |
| Bez barvy         | Odvolal účast (WD)                                                                      |
| Bez barvy         | Nezúčastnil se (prázdné)                                                                |
| Označení          | Význam                                                                                  |
| Tučnost           | Pole position                                                                           |
| Kurzíva           | Nejrychlejší kolo                                                                       |
| †                 | Jezdec nedojel do cíle, ale byl klasifikován, protože odjel více než 90 % délky závodu. |
| ‡                 | Byl udělován poloviční počet bodů, protože bylo odjeto méně než 75 % délky závodu.      |
| Horní index       | Umístění bodujících jezdců ve sprintu                                                   |

| Rok  | Tým                   | Šasi | Motor          | 1   | 2   | 3      | 4   | 5   | 6   | 7   | Body | Umístění |
| ---- | --------------------- | ---- | -------------- | --- | --- | ------ | --- | --- | --- | --- | ---- | -------- |
| 1950 | Sampson Manufacturing | Rae  | Offenhauser L4 | GBR | MON | 500 22 | SUI | BEL | FRA | ITA | 0    | —        |

## AAA šampionát
- Starty -33
- Vítězství 5
- Podium 17
- Pole position 0
- Body 1230

| Datum                                                                 | Trať                                                                  | č.                                                                    | Tým                                                                   | Vůz                                                                   | Pole                                                                  | Závod                                                                 | Body                                                                  |
| 1946 24 startů - 4 vítězství - 16 podií - 850 bodů - celkově 6. místo | 1946 24 startů - 4 vítězství - 16 podií - 850 bodů - celkově 6. místo | 1946 24 startů - 4 vítězství - 16 podií - 850 bodů - celkově 6. místo | 1946 24 startů - 4 vítězství - 16 podií - 850 bodů - celkově 6. místo | 1946 24 startů - 4 vítězství - 16 podií - 850 bodů - celkově 6. místo | 1946 24 startů - 4 vítězství - 16 podií - 850 bodů - celkově 6. místo | 1946 24 startů - 4 vítězství - 16 podií - 850 bodů - celkově 6. místo | 1946 24 startů - 4 vítězství - 16 podií - 850 bodů - celkově 6. místo |
| --------------------------------------------------------------------- | --------------------------------------------------------------------- | --------------------------------------------------------------------- | --------------------------------------------------------------------- | --------------------------------------------------------------------- | --------------------------------------------------------------------- | --------------------------------------------------------------------- | --------------------------------------------------------------------- |
| 4/14/1946                                                             | Williams Grove 1                                                      | 4                                                                     | Ted Horn Engineering                                                  | X                                                                     | X                                                                     | 1                                                                     | 40                                                                    |
| 4/28/1946                                                             | Williams Grove 2                                                      | X                                                                     | X                                                                     | X                                                                     | X                                                                     | 7                                                                     | 10                                                                    |
| 5/5/1946                                                              | Trenton 1                                                             | X                                                                     | X                                                                     | X                                                                     | X                                                                     | 3                                                                     | 37                                                                    |
| 5/19/1946                                                             | Williams Grove 3                                                      | X                                                                     | X                                                                     | X                                                                     | X                                                                     | 3                                                                     | 28                                                                    |
| 5/26/1946                                                             | Reading 1                                                             | 4                                                                     | Ted Horn Engineering                                                  | X                                                                     | X                                                                     | 1                                                                     | 31                                                                    |
| 5/30/1946                                                             | Trenton 2                                                             | X                                                                     | X                                                                     | X                                                                     | X                                                                     | 3                                                                     | 40                                                                    |
| 6/2/1946                                                              | Lakewood 1                                                            | X                                                                     | X                                                                     | X                                                                     | X                                                                     | 2                                                                     | 40                                                                    |
| 6/9/1946                                                              | Williams Grove 4                                                      | X                                                                     | X                                                                     | X                                                                     | X                                                                     | 2                                                                     | 38                                                                    |
| 6/23/1946                                                             | Greensboro 1                                                          | X                                                                     | X                                                                     | X                                                                     | X                                                                     | X                                                                     |                                                                       |
| 7/14/1946                                                             | Reading 2                                                             | X                                                                     | X                                                                     | X                                                                     | X                                                                     | X                                                                     | 4                                                                     |
| 7/28/1946                                                             | Williams Grove 6                                                      | X                                                                     | X                                                                     | X                                                                     | X                                                                     | X                                                                     |                                                                       |
| 8/11/1946                                                             | Langhorne 3                                                           | X                                                                     | X                                                                     | X                                                                     | X                                                                     | 2                                                                     | 32                                                                    |
| 8/24/1946                                                             | Hamburg 1                                                             | X                                                                     | X                                                                     | X                                                                     | X                                                                     | 3                                                                     | 12                                                                    |
| 8/25/1946                                                             | Uniontown                                                             | X                                                                     | X                                                                     | X                                                                     | X                                                                     | 3                                                                     | 20                                                                    |
| 8/31/1946                                                             | Altamont 2                                                            | X                                                                     | X                                                                     | X                                                                     | X                                                                     | X                                                                     |                                                                       |
| 9/6/1946                                                              | Rutland                                                               | X                                                                     | X                                                                     | X                                                                     | X                                                                     | 3                                                                     | 23                                                                    |
| 9/7/1946                                                              | Port Royal                                                            | X                                                                     | X                                                                     | X                                                                     | X                                                                     | 3                                                                     | 14                                                                    |
| 9/8/1946                                                              | Williams Grove 8                                                      | X                                                                     | X                                                                     | X                                                                     | X                                                                     | 4                                                                     | 22                                                                    |
| 9/21/1946                                                             | Allentown                                                             | X                                                                     | X                                                                     | X                                                                     | X                                                                     | X                                                                     |                                                                       |
| 9/22/1946                                                             | Milwaukee                                                             | 37                                                                    | Olson                                                                 | X                                                                     | 10                                                                    | 13                                                                    |                                                                       |
| 9/28/1946                                                             | Shelby 1                                                              | X                                                                     | X                                                                     | X                                                                     | X                                                                     | 1                                                                     | 20                                                                    |
| 9/29/1946                                                             | Trenton 3                                                             | X                                                                     | X                                                                     | X                                                                     | X                                                                     | 3                                                                     | 40                                                                    |
| 10/19/1946                                                            | Raleigh                                                               | X                                                                     | Ted Horn Engineering                                                  | X                                                                     | X                                                                     | 1                                                                     | 20                                                                    |
| 10/27/1946                                                            | Williams Grove 10                                                     | X                                                                     | X                                                                     | X                                                                     | X                                                                     | 3                                                                     | 40                                                                    |
| 1947 7 startů - 1 vítězství - 1 podium - 380 bodů - celkově 13. místo |                                                                       |                                                                       |                                                                       |                                                                       |                                                                       |                                                                       |                                                                       |
| 5/30/1947                                                             | Indianapolis                                                          | 6                                                                     | Olson                                                                 | X                                                                     | --                                                                    | --                                                                    |                                                                       |
| 6/8/1947                                                              | Milwaukee 1                                                           | 6                                                                     | Olson                                                                 | X                                                                     | 11                                                                    | 17                                                                    |                                                                       |
| 6/22/1947                                                             | Langhorne                                                             | 3                                                                     | Tucker Partner                                                        | Lencki                                                                | 10                                                                    | 7                                                                     | 60                                                                    |
| 7/4/1947                                                              | Lakewood                                                              | 4                                                                     | Weirick                                                               | Adams                                                                 | 10                                                                    | 1                                                                     | 200                                                                   |
| 7/13/1947                                                             | Bainbridge                                                            | 41                                                                    | choof                                                                 | Wetteroth                                                             | 6                                                                     | 10                                                                    | 30                                                                    |
| 7/27/1947                                                             | Milwaukee 2                                                           | 41                                                                    | Schoof                                                                | Wetteroth                                                             | 18                                                                    | 12                                                                    | 10                                                                    |
| 8/17/1947                                                             | Goshen                                                                | 6                                                                     | Olson                                                                 | X                                                                     | --                                                                    | --                                                                    |                                                                       |
| 8/24/1947                                                             | Milwaukee 3                                                           | 41                                                                    | Schoof                                                                | Wetteroth                                                             | 12                                                                    | 17                                                                    |                                                                       |
| 9/28/1947                                                             | Springfield                                                           | 27                                                                    | Andrews                                                               | X                                                                     | 7                                                                     | 6                                                                     | 80                                                                    |
| 1948 1 start - 0 vítězství - 0 podium - 0 bodů - celkově --           |                                                                       |                                                                       |                                                                       |                                                                       |                                                                       |                                                                       |                                                                       |
| 5/31/1948                                                             | Indianapolis                                                          | 15                                                                    | Peters                                                                | Wetteroth                                                             | --                                                                    | --                                                                    |                                                                       |
| 5/31/1948                                                             | Indianapolis                                                          | 45                                                                    | Speedway Cocktail                                                     | Lencki                                                                | --                                                                    | --                                                                    |                                                                       |
| 6/20/1948                                                             | Langhorne                                                             | 27                                                                    | Corley                                                                | X                                                                     | 13                                                                    | 10                                                                    |                                                                       |
| 1950 1 start - 0 vítězství - 0 podium - 0 bodů - celkově --           |                                                                       |                                                                       |                                                                       |                                                                       |                                                                       |                                                                       |                                                                       |
| 5/30/1950                                                             | Indianapolis                                                          | 27                                                                    | Sampson                                                               | Rae                                                                   | 29                                                                    | 22                                                                    |                                                                       |
| 6/11/1950                                                             | Milwaukee 1                                                           | 27                                                                    | Sampson                                                               | Rae                                                                   | --                                                                    | --                                                                    |                                                                       |
| 6/25/1950                                                             | Langhorne                                                             | 27                                                                    | Sampson                                                               | Rae                                                                   | --                                                                    | --                                                                    |                                                                       |
| 8/19/1950                                                             | Springfield 1                                                         | 27                                                                    | Sampson                                                               | Rae                                                                   | --                                                                    | --                                                                    |                                                                       |
| 9/9/1950                                                              | Syracuse                                                              | 27                                                                    | Sampson                                                               | Rae                                                                   | --                                                                    | --                                                                    |                                                                       |